# Rohat Tuek (gmina)
Rohat Tuek – gmina (khum) w północno-zachodniej Kambodży, w południowej części prowincji Bântéay Méanchey, w dystrykcie Môngkôl Borei, z siedzibą w Rohat Tuek.

## Miejscowości
- Pou Pir Daeum
- Rohat Tuek
- Thnal Bat
- Kramol
- Khtum Chrum
- Chak Lech
- Doun Mul
- Preaek Samraong
- Ou Dangkao
- Chamkar Chek
- Ou Chuob
- Ka Svay
- Chak Kaeut